# Vidar Martinsen
Vidar Martinsen (Råde, 11 marzo 1981) è un calciatore norvegese, difensore del Råde.

## Carriera

### Club
Martinsen iniziò la carriera nel Råde, dove rimase fino al 2001. Dall'anno successivo, infatti, si trasferì al Moss, militante nella Tippeligaen. Esordì il 25 agosto 2002, subentrando a Kristian Østli nella sconfitta per due a zero in casa del Rosenborg. Al termine della stagione, il Moss retrocesse nell'Adeccoligaen e per Martinsen ci fu maggiore spazio in prima squadra. Il 21 aprile 2003 realizzò la prima rete ufficiale della sua carriera, ai danni dell'Alta: contribuì così al successo per due a uno del suo club.
Nel 2007 fu ingaggiato dal Fredrikstad, militante nella Tippeligaen. Debuttò per il nuovo club il 9 aprile dello stesso anno, nella sconfitta per tre a zero contro il Lillestrøm. Il 7 maggio 2009 andò a segno nel tre a zero contro il Tromsø, siglando così la prima marcatura nella massima divisione norvegese e contemporaneamente realizzò il primo gol per il Fredrikstad. Al termine della stagione, però, il suo club retrocesse, ma fu immediatamente promosso nella Tippeligaen nel 2010.

### Nazionale
Martinsen debuttò nella Norvegia under 21 il 14 gennaio 2003, nell'amichevole contro il Brasile under 21: l'incontro si concluse uno a uno, con il difensore che subentrò a Samir Fazlagić nel corso del secondo tempo.